# 长圆叶兜被兰
长圆叶兜被兰（学名：Neottianthe oblonga）为兰科兜被兰属下的一个种。

## 扩展阅读
- 維基物種上的相關：长圆叶兜被兰